# Sapromyza bipunctata
Sapromyza bipunctata är en tvåvingeart som beskrevs av Thomas Say 1829. Sapromyza bipunctata ingår i släktet Sapromyza och familjen lövflugor. Inga underarter finns listade i Catalogue of Life.